# Fritz Hermann Kayser
Fritz Hermann Kayser (* 17. Februar 1933 in Königsberg i. Pr.) ist ein deutscher Mikrobiologe.

## Leben
Kayser besuchte die Karls-Oberrealschule in Bad Reichenhall. Nach dem Abitur begann er das Studium der Medizin an der Julius-Maximilians-Universität Würzburg. 1953 wurde er Mitglied des Corps Moenania Würzburg. Als Inaktiver wechselte er an die Universität Lausanne und später an die Ludwig-Maximilians-Universität München. 1958 promovierte er zum Dr. med. Nach der zweijährigen Medizinalassistentenzeit wurde er 1960 als Arzt approbiert.
In München arbeitete er zunächst zwei Jahre bei Adolf Butenandt am Max-Planck-Institut für Eiweiß- und Lederforschung, dann ab 1962 am Institut für Bakteriologie und Hygiene des Klinikums rechts der Isar. 1964 ging er als Oberassistent an das Institut für Medizinische Mikrobiologie der Universität Zürich, an dem er sich 1966 für Medizinische  Mikrobiologie habilitierte.
Nach einem Jahr an der University of California at Davis (Section of Infectious Diseases)  wurde er 1970 Leitender Oberarzt für die diagnostischen Laboratorien des Institutes für Medizinische Mikrobiologie der Universität Zürich. Seit 1975 Extraordinarius, wurde er 1987 in Zürich Lehrstuhlinhaber  für Medizinische Mikrobiologie. 1988 wurde er Leitender Vorstand der Abteilung für Experimentelle Mikrobiologie. 2000 wurde er emeritiert und zum Honorarprofessor der Universität ernannt.
Seit 1967 Mitglied der Paul-Ehrlich-Gesellschaft, leitete Kayser von 1988 bis 1992 ihre Sektion Grundlagen. Seit 1992 im Vorstand, war er von 1999 bis 2001 Präsident der Gesellschaft. Mit Pramod M. Shah gab er bis Ende 2008 das Chemotherapie Journal heraus.

## Mitgliedschaften
- Schweizerische Gesellschaft für Mikrobiologie
- American Society for Microbiology
- Deutsche Gesellschaft für Hygiene und Mikrobiologie
- Paul-Ehrlich-Gesellschaft für Chemotherapie
- European Society for Clinical Microbiology and Infectious Diseases
- Infectious Diseases Society of America, Fellow

## Forschungsgebiete
- Epidemiologie der Antibiotika-Resistenz humanpathogener Bakterien
- Biochemische Grundlagen der Antibiotika-Resistenz
- Molekulare Epidemiologie bakterieller Infektionskrankheiten
- Automation und Instrumentation in der Klinischen Mikrobiologie

## Werke
- mit Eric C. Böttger, Rolf M. Zinkernagel, Otto Haller, Johannes Eckert, Peter Deplazes: Taschenlehrbuch Medizinische Mikrobiologie, 12. Aufl., Stuttgart 2010, ISBN 9783134448122